# Finale Europacup II 1993
De finale van de Europacup II van het seizoen 1992/93 werd gehouden op 12 mei 1993 in het Wembley Stadium in Londen. Royal Antwerp FC stond voor het eerst in de finale. The Great Old nam het op tegen het Italiaanse Parma AC. Het is tot op heden de laatste Europese finale voor een Belgische club.
Bij het Antwerp van trainer Walter Meeuws stonden acht Belgen aan de aftrap. Bij Parma speelde Georges Grün de volledige wedstrijd mee.

## Wedstrijdverslag
Het was de eerste keer dat Parma het opnam tegen een Belgische club. Beide clubs hadden nog nooit een Europese trofee veroverd. Sterker: Parma speelde tot 1990 in de Serie B. Voor het eerst sinds 1965 vond de finale plaats in het Wembley Stadium in Londen. Zo'n 15.000 supporters van Antwerp reisden mee naar Engeland.
De wedstrijd barstte meteen open. Al na acht minuten trapte Lorenzo Minotti de Italianen op voorsprong. Maar de blijdschap was van korte duur. Francis Severeyns zorgde enkele minuten later al voor de gelijkmaker. Antwerp was niet van plan zich te laten imponeren. Toch was het opnieuw Parma dat scoorde. Na een half uur spelen scoorde Alessandro Melli de 2-1. Antwerp ging op zoek naar een tweede gelijkmaker, maar vond die niet. Enkele minuten voor het einde zorgde Stefano Cuoghi met de 3-1 voor de beslissing.
Voorzitter Eddy Wauters zei jaren later in de documentairereeks Belga Sport dat hij voor de wedstrijd bij trainer Meeuws had geopperd om Ratko Svilar in te zetten als doelman. Hij beweerde dat als Meeuws naar hem geluisterd had, Antwerp die wedstrijd nooit had verloren.
|                   |                                 |       |               |                                                                                                 |
| 12 mei 1993 19:15 | Parma AC                        | 3 – 1 | Antwerp FC    | Wembley Stadium, Londen Toeschouwers: 37.393 Scheidsrechter: Karl-Josef Assenmacher (Duitsland) |
| 12 mei 1993 19:15 | Minotti 9' Melli 30' Cuoghi 84' |       | 11' Severeyns | Wembley Stadium, Londen Toeschouwers: 37.393 Scheidsrechter: Karl-Josef Assenmacher (Duitsland) |

| Parma | Antwerp |

| Parma AC:   |    |                     |     |
|             |    |                     |     |
| GK          | 1  | Marco Ballotta      |     |
| RWB         | 2  | Antonio Benarrivo   |     |
| CB          | 6  | Georges Grün        |     |
| CB          | 4  | Lorenzo Minotti     |     |
| CB          | 5  | Luigi Apolloni      |     |
| LWB         | 3  | Alberto Di Chiara   | 32' |
| CM          | 9  | Marco Osio          | 66' |
| CM          | 8  | Daniele Zoratto     | 27' |
| CM          | 10 | Stefano Cuoghi      |     |
| CF          | 7  | Alessandro Melli    |     |
| CF          | 11 | Tomas Brolin        |     |
| Invallers:  |    |                     |     |
| GK          | 12 | Marco Ferrari       |     |
| DF          | 13 | Salvatore Matrecano |     |
| MF          | 14 | Gabriele Pin        | 27' |
| MF          | 15 | Fausto Pizzi        | 66' |
| FW          | 16 | Faustino Asprilla   |     |
| Coach:      |    |                     |     |
| Nevio Scala |    |                     |     |

| Antwerp FC:   |    |                        |     |     |
|               |    |                        |     |     |
| GK            | 1  | Stevan Stojanović      |     |     |
| RB            | 2  | Wim Kiekens            |     |     |
| CB            | 3  | Nico Broeckaert        | 82' |     |
| CB            | 4  | Rudi Taeymans          |     |     |
| LB            | 5  | Rudi Smidts            |     |     |
| RM            | 6  | Dragan Jakovljević     | 57' |     |
| CM            | 7  | Ronny Van Rethy        |     |     |
| CM            | 10 | Hans-Peter Lehnhoff    |     |     |
| LM            | 8  | Didier Segers          | 65' | 86' |
| CF            | 9  | Francis Severeyns      | 37' |     |
| CF            | 11 | Alex Czerniatynski     |     |     |
| Invallers:    |    |                        |     |     |
| GK            | 16 | Wim De Coninck         |     |     |
| DF            | 13 | Garry De Graef         |     |     |
| DF            | 12 | Geert Emmerechts       |     |     |
| MF            | 14 | Patrick Van Veirdeghem | 57' |     |
| FW            | 15 | Noureddine Moukrim     | 86' |     |
| Coach:        |    |                        |     |     |
| Walter Meeuws |    |                        |     |     |